# Хатламаджян, Сейран Ованесович
Сейра́н Ованне́сович Хатламаджя́н (арм. Սեյրան Խաթլամաջյան; англ. Seyran Khatlamajyan or Seiran Khatlamadjian, 20 апреля 1937, с. Чалтырь, Ростовская область — 14 сентября 1994, Ереван) — армянский живописец, график и общественный деятель, «один из отцов-основателей армянского абстракционизма».
Источниками его артистического вдохновения было творчество Василия Кандинского и Аршила Горки. Одновременно, Хатламаджян был близок и Мартиросу Сарьяну (1880—1972), с которым его (несмотря на разницу в возрасте) долгие годы связывала глубокая духовная близость. Хатламаджян создал собственный живописный язык, который (по словам Сарьяна) имел основой «высокий профессионализм и глубокое знание истории искусства». В абстрактном жанре Сейран Хатламаджян использовал как мягкие, прозрачные тона так и активные, звучные краски.
Художник известен также своей серией «Сказочная Армения», которая представляет собой художественный сплав истории и мифологии, реальности и тайны, язычества и христианства. Хатламаджян проявил себя и как реалистичный художник. Он участвовал во многих этнографических экспедициях по Армении, писал пейзажи во всех её уголках. Его графика имеет особый рисунок, который придает почерку художника узнаваемые черты.
Сейран Хатламаджян развивал то течение в изобразительном искусстве, которое в СССР считалось «буржуазным», и по соображениям политической и идеологической цензуры имя Хатламаджяна было вытеснено «официальными» искусствоведами из списка наиболее цитируемых и вследствие широко известных в мире (и диаспоре) армянских живописцев (Минас Аветисян и д. р.).

## Биография
Сейран Хатламаджян родился 20 апреля 1937 в селе Чалтырь вблизи Ростова-на-Дону в семье раскулаченных землевладельцев. Отец — Ованнес Маркарович Хатламаджян (1901—-1984), мать — Варсеник Маркосовна Хатламаджян, урождённая Чибичян (1908—1997). В 1921 году, по заказу одного из влиятельных членов семьи — Керовпэ Хатламаджяна — уже зрелый в те годы художник, член творческого объединения «Голубая роза» Мартирос Сарьян создал красочное генеалогическое древо рода Хатламаджян в технике акварели(с момента переселения основателей рода из Крыма на берега Дона в 1779 г.).
Детские годы Сейран провел в небольшом хуторе Ленинаван (Волна Революции) и в селе Чалтырь, счастливо, несмотря на сталинизм, войну, голод и фашистскую оккупацию. С детства увлекаясь рисованием, карьеру художника Хатламаджян выбрал сравнительно рано: в возрасте 14 лет способный юноша был направлен в детскую художественную школу г. Ростова-на-Дону. В 1953 г. он поступил и в 1959 году с отличием окончил Ростовское художественное училище им. Грекова.
На работы молодого ростовского художника обратил внимание именитый к тому времени Мартирос Сарьян, который посоветовал Хатламаджяну продолжить учёбу . По его рекомендации Сейран Хатламаджян поступил в 1959 году в Ереванский художественно-театральный институт, который закончил в 1964 году.
В конце 1960-х годов находящийся в состоянии духовного, культурного, научного и национального подъёма Ереван вывел на арену талантливую плеяду интеллектуалов. Вопреки принудительно насаждаемому соцреализму, возрождались к жизни питающиеся живительными импульсами прогресса художественные принципы, которые долгие годы были запретной зоной. Переезд Сейрана (уже окончившего с отличием художественное училище в Ростове-на-Дону) в Ереван, совпал с этим периодом. Годы его студенческой жизни в столице Армении (1959—1964) были отмечены его активной вовлеченностью в реальные общественные и культурные
процессы. Первоначально молодой художник находился под влиянием Мартироса Сарьяна, но затем эволюционировал в сторону нефигуративной живописи. При этом вся его творческая жизнь целиком была связана с Арменией, где он обосновался и написал ряд полотен, высоко оцененных общественностью и специалистами. В 1967 году он стал членом Союза художников Армении.
Сейран Хатламаджян оставил большое количество живописных и графических произведений, часть которых хранится в Третьяковской галерее (г. Москва), Государственный музей искусства народов Востока (г. Москва), Государственная картинная галерея Армении (г. Ереван), Ростовском областном музее краеведения, в фондах министерства культуры Армении, а также в частных собраниях. Работы Сейрана Хатламаджяна выставлялись во многих странах, в том числе во Франции, США, Дании, Венгрии, Аргентине, Португалии, ФРГ, Великобритании, Канаде и других.
Хатламаджян принимал активное участие в общественной жизни Армении и не ограничивался «чистым» искусством, он был активен и в общественном плане. При его непосредственном участии были разработаны и приняты символы государственной атрибутики республики: после независимости Армении, в последние годы жизни, Сейран Хатламаджян вёл поиски и изучение архивов касающихся государственного герба Первой Республики Армения (1918—1920 гг.), авторами которого являлись архитектор, академик Российской академии художеств Александр Таманян и художник Акоп Коджоян; восстановил герб и проводил активную кампанию по его утверждению в качестве государственного герба независимой Армении, принятого и утвержденного впоследствии 19 апреля 1992 г. Верховным Советом Армении. Однако он не терял связь и с малой родиной, где его творчество постоянно находилось в центре внимания.
Сейран Хатламаджян скончался в сентябре 1994 года, и похоронен в городе Ереван.

## Даты жизни и творчества
- 20 апреля 1937 родился в армянонаселенном селе Чалтырь Мясниковского района Ростовской области (РСФСР, СССР, теперь РФ)
- В 1953 г. поступил в детскую художественную школу г. Ростова-на-Дону.
- В 1954 г. поступил на факультет живописи в Ростовское художественное училище им. М. Б. Грекова.
- В 1958 г. познакомился с Мартиросом Сарьяном.
- В 1959 г. окончил с отличием факультет живописи Ростовского художественного училища им. М. Б. Грекова.
- В 1959 г. по совету  Мартироса Сарьяна переехал в Армению.
- В 1959 г. поступил на факультет живописи Ереванского художественного-театрального института.
- В 1964 г. окончил факультет живописи Ереванского художественного-театрального института.
- С 1964 г. начал участвовать в ежегодных выставках, организуемых Союзом Художников Армении.
- В 1963-1965 гг. в качестве художника, принимает участие в ежегодных экспедициях института этнографии Академии Наук Армении в различные регионы Армении.
- В 1965 г. становится лауреатом 2-го молодёжного конкурса Армении в области графики.
- В 1966 г. первая персональная выставка в Доме архитекторов Армении (Ереван), вступительное слово Мартироса Сарьяна.
- В 1966 г. становится членом Союза Художников Армении.
- В 1967 г. персональная выставка в редакции газета «Комсомольская Правда», Москва.
- В 1967-1972 гг. персональные выставки в ряде городов Армении.
- В 1968 г. начинает работать в жанре абстрактного искусства.
- В  1972 г.  персональная выставка графики в редакции «Գրական թերթ» (Литературная газета), Ереван.
- В  1972 г. абстрактное полотно «Красная композиция» выставляется в зале Союза Художников, Ереван. Ныне картина является собственностью Музея нон-конформистского искусства в Нью-Джерси, США.
- В  1975 г. персональная выставка художника в Доме кино Союза кинематографистов Армении, Ереван.
- С  1976  г. принимал участие в экспозиция армянской живописи на Индустриальной выставке «Советский Союз сегодня 76» в Буэнос-Айресе.
- В  1977 г. награда Союза художников Армении в области графики. Удостаивается 3-й премии Союза художников Армении за серию «Женщина в кресле», экспонированную на 2-й республиканской выставке графики, Ереван.
- В  1978 г. выставка «Армянские цвета 78. 12 современных художников из Советской Армении» и «8 армянских художников» в галерее Drouant, 90, bd Raspail, Париж (ныне Galerie Garig Basmadjian ) (куратор – Гариг Басмаджян).
- В  1978 г. выставка «Армянские цвета 78. 12 современных художников из Советской Армении» в галерее AGBU, Нью-Йорк (куратор – Гариг Басмаджян).
- В  1979 г. выставка работ «24 армянских художника из Советской Армении и Франции» в Фонде Гюльбенкяна, Лондон (куратор – Гариг Басмаджян).
- В  1980 г. своими графическими работами представлен в программе Недели армянской культуры в Австрии.

- В  1980 г. большая персональная выставка в зале Союза Художников Армении.
- В  1983 г. персональная выставка в залах Духовной семинарии г. Эчмиадзин (Армения).
- В  1987 г. персональная выставка графики «Болгарские мотивы» в залах АОКС в Ереване.
- В  1987 г. персональная выставка в галерее «Пункт» в Гданьске, Польша.
- В  1992 г. выставка «4 армянских абстрактных художника» в Доме-музее Ованнеса Туманяна.
- В  1991 - 1992 гг. поиски и изучение архивов, касающихся государственного герба Первой Республики Армения (1918-1920 гг.), авторами которого являлись архитектор, академик Российской академии художеств Александр Таманян и художник Акоп Коджоян; восстановил герб и проводил активную кампанию по его утверждению в качестве государственного герба независимой Армении.
- 19 апреля 1992 г. Верховный Совет Армении утверждает герб Первой Республики, реконструированный Сейраном Хатламаджяном, в качестве государственного герба страны.
- 14 сентября 1994 г. скончался в Ереване.
- В 1994 г. работы Хатламаджяна экспонируются на выставке «Абстракционизм в Армении» в Доме Художника Армении.
- В 1995 г. масштабная выставка «Армянское искусство и культура» в г. Бохуме (Германия).
- В 1998 г. работы Хатламаджяна экспонируются на выставке «Abstractions – Intimate Overview», куратор Чарли Хачатурян (Ереван).
- В 2005 г. ТВ «Шогакат» снимает 25-минутный документальный фильм о Сейране Хатламаджяне.
- В 2007 г. 1-й общественный канал ТВ Армении снимает 35-минутный документальный фильм о художнике.
- В 2007 г. работы Хатламаджяна экспонируются на выставке «Минас и его современники» в музее Минаса Аветисяна в Джаджуре, Армения.
- В октябре 2007 состоялась персональная выставка в Галерее Мкртчян, Ереван.
- В октябре 2012 состоялась персональная выставка посвященная 75-летию со дня рождения художника, в Музее современного искусства, Ереван.

## Цитаты
"Сейран Хатламаджян - молодой, талантливый художник. Очень хорошо чувствует родную армянскую природу. В его живописных и графических работах выявляется дар настоящего колориста и рисовальщика. Очень отрадно отметить, что у него не пустые, не поверхностные поиски. Сейран самостоятельно, с точки зрения своих задач, изучает древние памятники армянской архитектуры, живописи, народного творчества. Он вступил на трудный, но единственно правильный путь творческой жизни – не имитирует ни природу, ни историю искусства".

Мартирос Сарьян, армянский и советский живописец.

«… художник очень самобытный, графичный в живописи и живописный в графике. Напористый в поиске, впечатлительный и задумчивый.»

Геннадий Полока, российский кинорежиссер (в книге отзывов выставки в подмосковном Доме творчества художников Сенеж, 1967 г.).

«Точный рисунок, продуманные краски... Чем достигается эта убедительность? Не повторять натуру, но преодолеть её инерцию путём обобщения и отбора, постигнуть её поэтический строй и сущность – вот к чему он стремится. Именно поэтому в его картинах в решении пространства изобразительного поля властвует жесткое волевое начало... Хатламаджян себя не ограничивает, его рисунки вводят зрителя в сказочный мир: на зеленом лугу играют на свирелях фавны, женщины, розовые от лучей света, тянутся к солнцам, каждая к своему. Розовая акварель, чуть намеченный контур, нежность краски как бы подчеркивают лиричность, волшебство происходящего. И сказки его, как бы они ни были эллинистически высветлены – это народные сказки Армении. В мире Халамаджяна чувствуешь себя легко и радостно.»
Ольга Воронова, искусствовед.

## Наиболее известные работы
- «Красная композиция», 1972, 123х187, холст, масло[12] (Art Museum at Rutgers University // The Collection of Nonconformist Art from the Soviet Union (1956-1986), Нью-Джерси, США)[13]
- «Сказочная Армения», 1968, 100х130, холст, масло[14](собственность семьи художника)
- «Адам и Ева» (из цикла «Сказочная Армения»), 1970, 180х240, холст, масло (собственность семьи художника)
- «Композиция», 1979, 80х100, холст, масло[12] (частная коллекция)
- «Начало», 1980, 90х100, холст, масло[12] (частная коллекция)

## Музеи и коллекции
Работы Сейрана Хатламаджян экспонируются в Третьяковской галерее, Государственном музее искусства народов Востока (Москва), Музыкально-педагогическом институте им. Гнесиных (Москва), Государственной картинной галерее Армении, Музее современного искусства в Ереване,
Музее нон-конформисстского искусства (Нью-Джерси, США), Ростовском областном музее краеведения во многих музеях и официальных зданиях в Армении (здании Конституционного Суда, резиденции Президента, Национальном Собрании, Министерстве иностранных дел и т. д.), а также в частных собраниях в Армении и за её пределами.